# Canton de Toulouse-7
Le canton de Toulouse-7 est une circonscription électorale française de l'arrondissement de Toulouse, situé dans le département de la Haute-Garonne et la région Occitanie.

## Histoire
Le canton de Toulouse-7 a été créé par décret du 16 août 1973 lors du remplacement des cantons de Toulouse-Centre, Toulouse-Nord, Toulouse-Ouest et Toulouse-Sud.
À la suite du redécoupage cantonal de 2014 de la Haute-Garonne, défini par le décret du 13 février 2014, le canton est remanié.

## Représentation

### Représentation avant 2015
| Période | Période | Identité              | Étiquette | Qualité                                                                                       |
| ------- | ------- | --------------------- | --------- | --------------------------------------------------------------------------------------------- |
| 1973    | 1992    | Gérard Bapt           | PS        | Médecin Député (1978-1993 et 1997-2017) Maire de Saint-Jean (1989-2012)                       |
| 1992    | 1998    | Robert Huguenard      | RPR       | Agent général d'assurances Député de 1993 à 1997                                              |
| 1998    | 2015    | Jean-Jacques Mirassou | PS        | Chirurgien-dentiste, ancien suppléant du député Robert Loïdi (1988-1993) Sénateur (2008-2014) |

Canton faisant partie de la première circonscription de la Haute-Garonne

### Représentation après 2015
| Période élective | Période élective | Mandat | Mandat   | Identité           | Nuance | Nuance | Qualité |
| ---------------- | ---------------- | ------ | -------- | ------------------ | ------ | ------ | --- |
| 2015             | 2021             | 2015   | 2021     | Camille Pouponneau |        | PS     | Ancienne assistante parlementaire de Carole Delga, maire de Pibrac                                                                                               |
| 2015             | 2021             | 2015   | 2021     | Arnaud Simion      |        | PS     | 1er adjoint au maire de Colomiers Vice-Président de la Commission Permanente, chargé de l'Action Sociale : Enfance et Jeunesse                                   |
| 2021             | 2028             | 2021   | en cours | Laurence Degers    |        | DVG    | 2ème adjointe au maire de Pibrac |
| 2021             | 2028             | 2021   | en cours | Arnaud Simion      |        | PS     | 1er adjoint au maire de Colomiers 5e Vice-président Action sociale de proximité - Maisons des solidarités - Insertion (jusqu'en 2024) Député depuis juillet 2024 |

### Résultats détaillés

#### Élections de mars 2015
À l'issue du 1er tour des élections départementales de 2015, deux binômes sont en ballottage : Camille Pouponneau et Arnaud Simion (PS, 31,23 %) et Anne Borriello et Laurent Laurier (Union de la Droite, 25,84 %). Le taux de participation est de 54,34 % (20 164 votants sur 37 109 inscrits) contre 52,11 % au niveau départemental et 50,17 % au niveau national.
Au second tour, Camille Pouponneau et Arnaud Simion (PS) sont élus avec 53,45 % des suffrages exprimés et un taux de participation de 50,98 % (9 166 voix pour 18 919 votants et 37 109 inscrits).

#### Élections de juin 2021
Le premier tour des élections départementales de 2021 est marqué par un très faible taux de participation (33,26 % au niveau national). Dans le canton de Toulouse-7, ce taux de participation est de 37,07 % (13 366 votants sur 36 057 inscrits) contre 36,67 % au niveau départemental. À l'issue de ce premier tour, deux binômes sont en ballottage : Laurence Degers et Arnaud Simion (Union à gauche, 43,05 %) et Thomas Lamy et Anne Marie Quarrato (Union au centre et à droite, 17,34 %).
Le second tour des élections est marqué une nouvelle fois par une abstention massive équivalente au premier tour. Les taux de participation sont de 34,36 % au niveau national, 36,26 % dans le département et 36,56 % dans le canton de Toulouse-7. Laurence Degers et Arnaud Simion (Union à gauche) sont élus avec 64,64 % des suffrages exprimés (7 896 voix pour 13 189 votants et 36 072 inscrits),,.

## Composition

### Composition de 1973 à 2015
Lors de sa création en 1973, le canton de Toulouse-VII se composait de la portion de territoire de la ville de Toulouse déterminée par l'axe des voies ci-après : voie ferrée Toulouse-Lexos, l'Hers (vers le nord), la limite sud de la commune de L'Union, la limite nord-ouest de la commune de Balma (jusqu'au pont de Balma), avenue Jean-Chaubet, avenue de la Gloire, canal du Midi, rue de Marengo, allées Marengo, rue de la Caravelle (incluse), chemin Maurice, rue de Giroussens, avenue de Lavaur, chemin Michoun et avenue Bellevue.
Quartiers de Toulouse inclus dans le canton :
- Amouroux
- Colonne Marengo
- Jolimont
- La Gloire
- La Juncasse
- La Roseraie
- Louis Plana
- Soupetard

### Composition à partir de 2015
| Nom                              | Code Insee | Intercommunalité   | Superficie (km2) | Population (dernière pop. légale)                 | Densité (hab./km2) | Modifier                                    |
| -------------------------------- | ---------- | ------------------ | ---------------- | ------------------------------------------------- | ------------------ | ------------------------------------------- |
| Toulouse (bureau centralisateur) | 31555      | Toulouse Métropole | 118,30           | Fraction : 10 811 (2022) Commune : 511 684 (2022) | 4 325              | modifier les données · modifier les données |
| Brax                             | 31088      | Toulouse Métropole | 4,42             | 2 938 (2022)                                      | 665                | modifier les données · modifier les données |
| Colomiers                        | 31149      | Toulouse Métropole | 20,83            | 40 916 (2022)                                     | 1 964              | modifier les données · modifier les données |
| Pibrac                           | 31417      | Toulouse Métropole | 25,86            | 8 828 (2022)                                      | 341                | modifier les données · modifier les données |
| Canton de Toulouse-7             | 3121       |                    |                  | 63 493 (2022)                                     |                    | modifier les données                        |

Le nouveau canton de Toulouse-7 comprend :
1. trois communes entières,
2. la partie de la commune de Toulouse située à l'ouest d'une ligne définie par l'axe des voies et limites suivantes : depuis la limite territoriale de la commune de Tournefeuille, avenue de Lardenne, rocade, autoroute A624, cours du Touch, jusqu'à la limite territoriale de la commune de Blagnac.

## Démographie

### Démographie avant 2015
| 1975 | 1982 | 1990   | 1999   | 2006   | 2011   | 2012   |
| ---- | ---- | ------ | ------ | ------ | ------ | ------ |
| -    | -    | 27 293 | 28 578 | 31 421 | 30 493 | 31 184 |

### Démographie depuis 2015
En 2022, le canton comptait 63 493 habitants, en évolution de +7,16 % par rapport à 2016 (Haute-Garonne : +8,02 %, France hors Mayotte : +2,11 %).
| 2013   | 2018   | 2022   |
| ------ | ------ | ------ |
| 57 179 | 59 574 | 63 493 |